# 西坡镇 (乡宁县)
西坡镇，是中华人民共和国山西省临汾市乡宁县下辖的一个乡镇级行政单位。

## 行政区划
西坡镇下辖以下地区：
西坡村、藏岭村、韩咀村、赵院村、罗毕村、井湾村、胡家岭村、于家河村和赵家圪垛村。